# 砺波市立般若中学校
砺波市立般若中学校（となみしりつ はんにゃちゅうがっこう）は、富山県砺波市にある市立中学校。

## 沿革
- 1964年7月4日 - プール完工[2]。
- 1966年
  - 4月1日 - 栴檀山分校廃校[2]。
  - 5月26日 - 寄宿舎『いかるぎ寮』（鉄筋コンクリート造2階建、延床面積472m2）完成[3]。
- 1974年4月7日 - 校舎改築落成[4]。
- 1975年6月4日 - 体育館完成[4]。
- 1988年4月1日 - 寄宿舎『いかるぎ寮』廃止[5]。

## 生徒会
砺波市内にある他の中学校と比較すると生徒数が少ないが、地域のボランティア活動やあいさつ運動などをしていて活気あふれる学校である。
毎年開催されるいかるぎ運動会や学習発表会などでも保護者や地域住民などに最高のパフォーマンスと般若中学生のおもてなしをしようと執行部が中心となってさまざまな活動をしている。
ペットボトルキャップ収集では、家族・地域住民・校区内にある富山県立となみ東支援学校・地元企業と協力し、毎年数万個ものペットボトルキャップを発展途上国の貧しい子供たちのために役立てられるようにと寄付している。

## 通学区域
安川　三合　茶ノ木　頼成　徳万　徳万新　福山　三合新　川内　伏木谷　井栗谷　五谷　寺尾　栃上　浅谷　東別所　東別所新　権正寺　宮森　八十歩　東保　福岡　宮森新　宮新　増山　上和田　正権寺　坪野　市谷　池原　芹谷　頼成新の区域